# 溫哥華社區學院
溫哥華社區學院（英語：Vancouver Community College，簡稱VCC）是加拿大卑詩省溫哥華一家公立社區學院，學生數目約為26000人，是全省規模最大的同類型院校之一。
此校於1965年成立，當時名為溫哥華城市學院（Vancouver City College），由四家本地教育機構合併而成：
- 溫哥華教育局的夜校（Vancouver School Board's Night School Program）：1909年成立
- 溫哥華藝術學校（Vancouver School of Art）：1925年成立
- 溫哥華職業學院（Vancouver Vocational Institute）：1949年成立
- 愛德華國王持續教育中心（King Edward Senior Matriculation and Continuing Education Centre）：1962年成立

溫哥華城市學院成立後初期由溫哥華教育局營運，到1974年則脫離溫哥華教育局並改為現稱。
溫哥華社區學院設有兩座校園，分別位於百老匯街（鄰近架空列車溫哥華社區學院－克拉克站）和溫哥華市中心（鄰近架空列車體育館－華埠站）。此校並於1970年在溫市西49街設立蘭加拉校園（Langara campus）；該校園於1994年脫離VCC成為蘭加拉學院。

## 外部連結

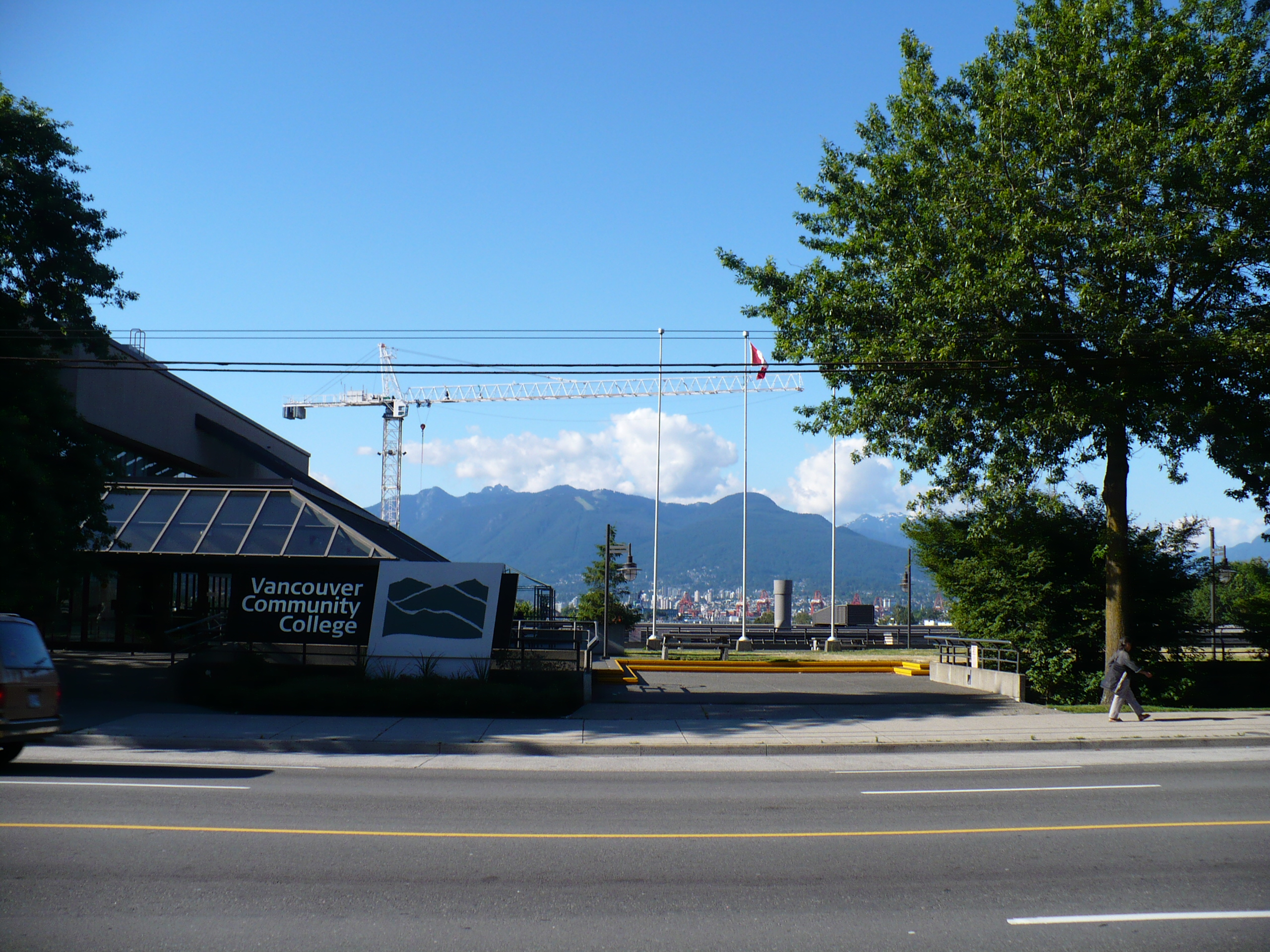
溫哥華社區學院百老匯街校園

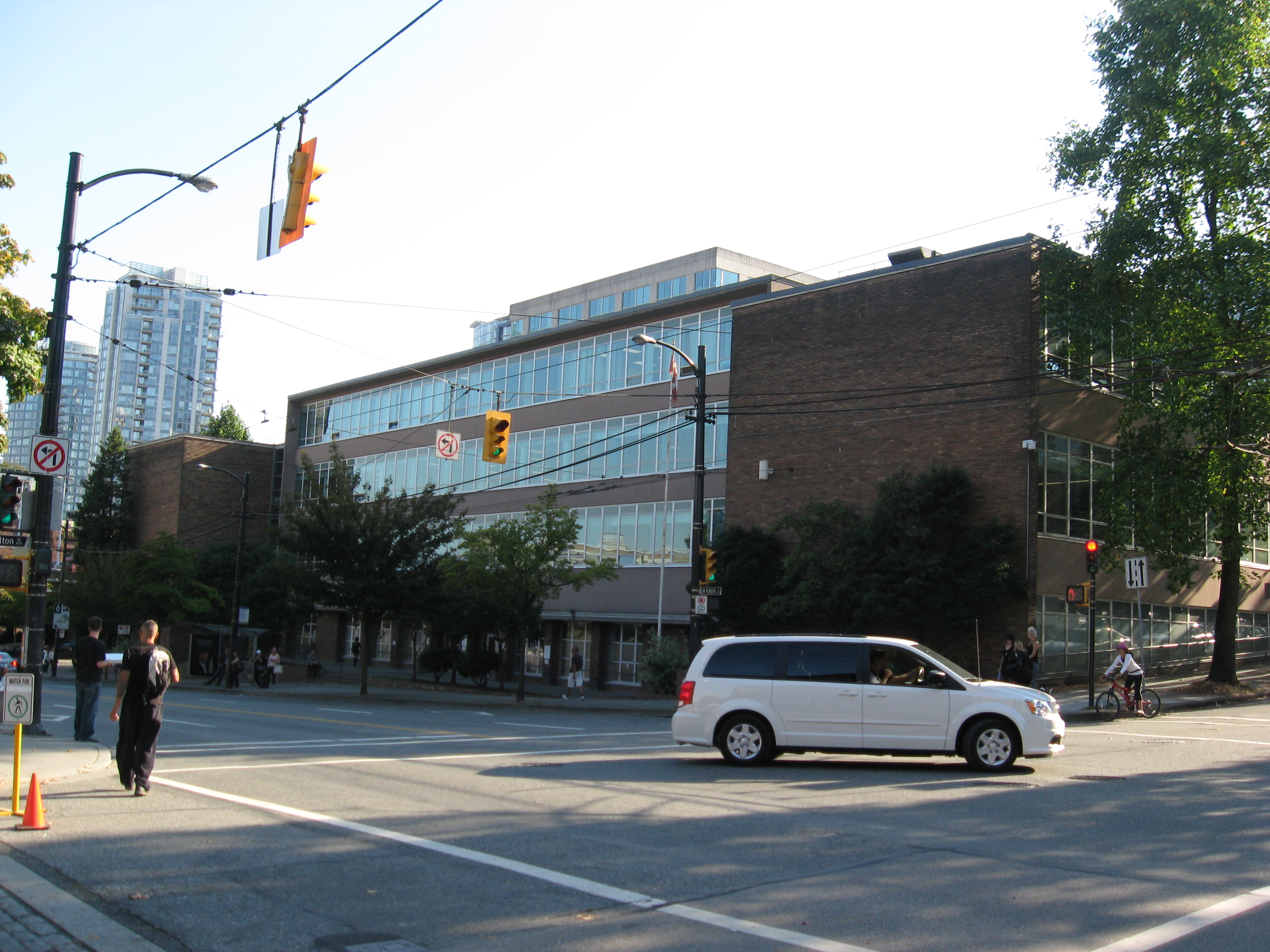
溫哥華社區學院市中心校園

- （英文）Vancouver Community College （页面存档备份，存于）